# Patricia Terrazas Allen
Patricia Alina Terrazas Allen (Delicias, Chihuahua, 18 de enero de 1943-3 de diciembre de 1998) fue una política, agricultora y activista social mexicana, miembro del Partido Acción Nacional (PAN). Fue diputada federal de 1991 a 1994.

## Biografía
Patricia Terrazas Allen fue maestra normalista e ingeniera agrónoma graduada de la Universidad Autónoma de Chihuahua. Se dedicó a actividades como productora agropecuaria, además de ejercer la docencia en varias instituciones de Delicias. Desde 1966 fue miembro del PAN.
Ocupó los cargos de presidenta del consejo de administración de Pioneros del distrito de riego de Delicias, secretaria de Organización de la Sociedad Cooperativa PNP, presidenta del consejo del Frente Unido de Productores del Campo de Ciudad Delicias y secretaria de Vigilancia del Comité Único de Transferencia de la asociación civil de usuarios del Distrito de Riego 05. Además fue regidora del Ayuntamiento de Delicias de 1976 a 1979, miembro del comité municipal del PAN y consejera política estatal de 1991 a 1994.De 1991 a 1994 fue elegida diputada federal por la vía plurinominal a la LV Legislatura.
Conocida por su carácter recio y su participación en protestas sociales el coordinador de los diputados del PAN en la legislatura de la que fue miembro, Diego Fernández de Cevallos, le dio el mote de «la guerrillera del norte».
Falleció el 3 de diciembre de 1998 a causa de cáncer.